# Joey Mawson
Joseph "Joey" Mawson (Sydney, 27 de março de 1996) é um automobilista australiano.

## Carreira

### GP3 Series
Em 2018, Mawson ingressou na disputa da GP3 Series pela equipe Arden International.